# Антоній Амірович
Антоній Маріан Амірович (пол. Antoni Marian Amirowicz; 29 серпня 1904, Крешовиці, Австро-Угорщина — 9 листопада 1993, Лондон, Велика Британія) — польський футболіст вірменського походження, грав на позиції нападника й півзахисника. Гравець національної збірної Польщі.

## Життєпис
Добровольцем брав участь в обороні Варшави в 1920 році. У 1925 році закінчив Варшавське педагогічне училище[джерело?]. До 1939 року служив у слідчій поліції.
Учасник Вересневої війни, під час якої потрапив у радянський полон. Вступив в армію Андерса. Служив у складі 3-ї Карпатської стрілецької дивізії в званні сержанта.
Учасник боїв під Монте-Кассіно, Лоретто й Анконою. Був поранений у бою під Сенігалією. Вивезений у госпіталь до Англії, де потім й залишився.
Нагороджений рядом польських і британських військових нагород.
Жив у Брентфорді, де працював на кіностудії до виходу на пенсію.

## Футбольна кар'єра

### Клубна кар'єра
Футбольну кар'єру розпочав у 1921 році в «Краковії». У 1923 році перейшов до варшавської «Легії». Після того, як «Легію» виключили з Чемпіонату Варшави через фінансові борги в 1925 році, багато зірок клубу, в числі яких був й Амирович, перейшли в інший столичний клуб «WTC». Більшість гравців повернулися в «Легію» вже через декілька місяців. Антоні Амирович був учасником матчу «Погонь» (Львів) — «Легія» (Варшава), який увійшов в історію, як найбільша поразка «Легії». Поєдинок відбувся 3 вересня 1927 року і завершився з рахунком 11:2 на користь «Погоні». У наступному році в складі клубу виграв бронзові медалі Чемпіонату Польщі. У 1929 році перейшов до складу клубу «Чарні» зі Львова, в складі якого відіграв ще три сезони (34 матчі, 1 гол). Футбольну кар'єру завершив у 1931 році.

### Кар'єра в збірній
У футболці національної збірної Польщі зіграв одного разу: 10 червня 1924 року у Варшаві в програному (2:3) поєдинку проти США. Перший гравець «Легії», який зіграв у складі національної збірної.

## Досягнення
- Кубок Польського товариства євгеніки
  -  Володар (1): 1926[6]

- Перша ліга Польщі
  -  Бронзовий призер (1): 1928